# Grand Hôtel (Stockholm)
Pour les articles homonymes, voir Grand Hôtel.
Le Grand Hôtel est un hôtel 5 étoiles du quartier Norrmalm de Stockholm en Suède.

## Présentation
Il a été fondé par le Français Jean-François Régis Cadier en 1872 et a ouvert le 14 juin 1874.
Il est célèbre pour accueillir les lauréats du prix Nobel.
L'hôtel occupe plusieurs propriétés voisines dont le Palais Bolinderska et le palais Burman et il dispose de 300 chambres, dont 70 suites et 9 suites signature, 24 salles de conférence et de banquet, 6 restaurants, dont deux sont dirigés par le célèbre chef Mathias Dahlgren. L'hôtel dispose également d'un service de spa, le Nordic Spa & Fitness.
L'hôtel est un fournisseur de la Cour royale et le seul hôtel suédois membre de « The Leading Hotels of the World ». Il appartient à FAM AB par l'intermédiaire du Grand Group.

## Historique
Après l'exposition de Stockholm de 1866, qui a fait connaître Stockholm et la Suède en Europe, on s'est rendu compte que la capacité hôtelière de Stockholm était insuffisante pour faire face à l'afflux accru de visiteurs internationaux, et qu'il manquait un véritable grand hôtel de classe supérieure. Le Français Jean-François Régis Cadier, arrivé à Stockholm en 1852, fut chargé de concevoir un nouvel hôtel de luxe à Stockholm. Il choisit Axel Kumlien comme architecte. Les premiers dessins sont prêts en février 1872. Les travaux de construction, réalisés par le maître d'œuvre Hans Jacob Hallström, débutent en mars 1872. L'hôtel accueille ses premiers clients au début de l'été 1874. 
En 1889, le palais Bolinderska voisin est acquis et intégré à l'hôtel. En 1899, l'hôtel est agrandi et doté d'une nouvelle façade conçue par Ludvig Peterson et Ture Stenberg. Dans la foulée, l'Aktiebolaget Nya Grand Hotel est créée, avec pour objet : « l'exploitation d'un hôtel et d'autres activités connexes dans les propriétés no 16-18 du quartier de Blasieholmen à Stockholm ». Les statuts sont adoptés le 10 janvier et le 7 février 1898. Le capital social s'élevait à 1 339 000 SEK en 1901. En 1909, le Grand Hôtel Royal est complété par le Jardin d'hiver, construit en annexe de l'hôtel d'origine sous la direction de Wilhelmina Skogh. En 1926, le bâtiment est remodelé et modernisé avec une façade conçue par l'architecte Ivar Tengbom. 
Après la Seconde Guerre mondiale, lorsque le flux de voyageurs vers la Suède a repris pour de bon, Marcus Wallenberg s'est intéressé à l'hôtellerie. Il commence par acheter 50 % des parts de l'hôtel Carlton. Son prochain investissement hôtelier majeur est le Grand Hôtel, qu'il acquiert le 1er janvier 1968 par l'intermédiaire de Carlton Hotels. La nouvelle que le « petit » hôtel Carlton deviendrait propriétaire fait sensation et suscite une grande inquiétude parmi le personnel de l'hôtel. Le danger est écarté lorsqu'il apparaît que c'est Marcus Wallenberg qui est derrière tout cela. Marcus Wallenberg est devenu président de l'hôtel lorsqu'il en a pris possession. Aujourd'hui, le Grand Hôtel appartient à Investor AB, qui est contrôlé par la famille Wallenberg. En 2004, la maison Burman voisine a été acquise, intégrée à l'hôtel et inaugurée en 2006 sous le nom de Burman Palace. 
La façade du bâtiment principal a fait l'objet d'une rénovation et d'un remodelage de grande ampleur en 2017-2018, lorsque le bâtiment a été doté d'une nouvelle façade. Les travaux ont notamment impliqué l'ancien architecte de la ville de Stockholm, Per Kallstenius. La façade s'inspire des façades précédentes du bâtiment.

## Bâtiments
Le Grand Hôtel est installé dans quatre bâtiments voisins sur Blasieholmen :
- Grand Hôtel - le bâtiment principal, construit en 1874
- Le palais Bolinderska, acquis en 1889
- Grand Hôtel Royal, construit en 1909
- Burmanska palatset, acquis en 2004